# Mściwa kantylena
Mściwa kantylena (cz. Mstivá kantiléna) – cykl wierszy czeskiego poety modernistycznego Karela Hlaváčka wydany w 1898 roku.

## Charakterystyka ogólna
Mściwa kantylena składa się z dwunastu utworów poetyckich, jedenastu wierszowanych i jednego prozatorskiego (część szósta). Tomik ten zalicza się do najważniejszych pozycji poezji czeskiej końca XIX wieku.

## Forma
Cykl charakteryzuje się znacznym wyrafinowaniem formalnym, typowym dla nurtu symbolistycznego. Poeta wykorzystuje oryginalne miary wierszowe jak jambiczny siedmiostopowiec, jambiczny ośmiostopowiec czy amfibrachiczny pięciostopowiec. Siedmiostopowiec jambiczny (sSsSsSsS||sSsSsSs) występuje między innymi w części drugiej cyklu:
A zvony mdlé jsou, bez moci, a neprocitnou ani,
nemožno poplach zvoniti a dlouho do svítání -
jen tiše, tiše, Geusové, jen ztište svoje přání.
Ośmiostopowiec jambiczny (sSsSsSsS||sSsSsSsSs) pojawia się w części trzeciej:
To bylo lstivé kyrie, jež na večer vsí pustou lkalo,
za naše pole, které dlouhou bázní neplodné se stalo -
to byla prosba za teplo, jež hlas náš, mdlý a nevyspalý,
pro naše ženy chtěl, jež dlouhou bázní neplodné se staly.
W długich formatach jambicznych poeta często umieszcza męską, dierezową średniówkę, podkreślająca rytm.
Natomiast w części piątej użyty został amfibrachiczny pięciostopowiec (sSssSssSssSssSs):
Kol vychrtlých tváří jim ovlhly zcuchané vlasy -
(den celý byl mhavý, i večer byl smutný a mhavý),
a ačkoli k osmé juž mohlo být na věži asi,
a večer byl tentokrát nezvykle smutný a tmavý -
přec čekali všickni, a čekal i úsměv jich lhavý.
Jeśli chodzi o strofikę, poeta wykorzystuje dystych, tercet monorymowy, strofę czterowersową i pięciowersową. Strofa aaa występuje na przykład w części dwunastej, ostatniej.
Již mrtvo vše, již mrtvo vše, kraj ani nezavzdýchá -
a marno vše a marno vše - ten tam je vzdor a pýcha,
ryk msty již nikdy nezazní zde do mrtvého ticha.

## Treść
Obiektywny korelat dla swoich przeżyć poeta odnalazł w szesnastowiecznych Niderlandach, a konkretnie w powstaniu Gezów (nazwa ta została im nadana przez wrogów i oznacza żebraków), czyli ewangelickich (kalwińskich) bojowników, walczących pod przywództwem Wilhelma I Orańskiego z hiszpańskimi okupantami, stosującymi brutalne represje wobec protestantów. W tekście pojawia się motyw głodu: Snad na sta jich sedělo uprostřed náměstí kol prázdných stolů.

## Przekład
Niektóre utwory z cyklu Mściwa kantylena, w tłumaczeniu Józefa Waczkowa, znalazły się w opracowanej przez Jacka Balucha antologii Czescy symboliści, dekadenci, anarchiści przełomu XIX i XX wieku.